# Tatyana Shemyakina
Tatyana Shemyakina, née le 3 septembre 1987, est une athlète russe, pratiquant la marche athlétique

## Palmarès

### Championnats du monde d'athlétisme
- Championnats du monde 2007 Osaka,  Japon
  -  Médaille d'argent du 20 km marche

### Championnats d'Europe espoirs
- Championnats d'Europe espoirs d'athlétisme 2007 à Debrecen :
  -  Médaille d'or du 20 km marche